# 拉瑟福德科利奇 (北卡羅萊納州)
拉瑟福德科利奇（英語：Rutherford College）是一個位於美國北卡羅萊納州伯克縣的城鎮。

## 人口
根據2020年美國人口普查的數據，拉瑟福德科利奇的面積為5.95平方千米，皆為陸地。當地共有人口1226人，而人口密度為每平方千米206人。